# 文山路
文山路，是新北市的一條道路，道路橫跨深坑區及石碇區，屬於市道106號乙線一部分。

## 簡介
為一條聯繫深坑端、新光路二段、木柵交流道與石碇交流道的道路，是福爾摩沙高速公路往來蔣渭水高速公路的捷徑。

## 分段
文山路共分有三段：
- 一段：東起石碇區靜安路一段、西至新北市政府消防局深坑分隊。
- 二段：東起新北市政府消防局深坑分隊、西接阿柔洋平安橋。
- 三段：東起阿柔洋平安橋、西接深坑端及臺北市文山區新光路二段。

## 沿線鄰近設施
| |  |
| - 一段（接靜安路一段） - 新北市政府消防局深坑分隊 - 台灣電力公司深美超高壓變電所 - 新竹物流深坑營業所 - 石碇服務區 - 石碇交流道 - 二段（接昇高坑路、文化街、雲鄉路及平埔街） - 欣欣客運深坑新站 - 喜樂橋 - 福安居 - 平安橋 - 三段（接北深路三段及新光路二段） - 台塑石化台亞深坑站 - 中油正洋站 - 深坑端 - 木柵交流道 - 阿柔市民活動中心 |  |

## 未來發展
規劃中的深坑輕軌未來即佈建在文山路上，順著文山路沿路設置車站，一路到達石碇服務區，部分路段也將配合捷運建設採區段徵收進行拓寬。

## 外部連結
- 文山路簡介 （页面存档备份，存于）